# Садок Сельмі
Садок Сельмі (араб. الصادق السالمي) — туніський футбольний арбітр. З 2013 року судить матчі вищого туніського дивізіону.

## Кар'єра
Працював на таких міжнародних змаганнях:
- Молодіжний кубок африканських націй 2017 (1 матч)
- Чемпіонат африканських націй 2018[2] (2 матчі)
- Кубок африканських націй 2019[3][4] (2 матчі)
- Кубок африканських націй 2021